# Embaúba (São Paulo)
Embaúba es un municipio brasileño del estado de São Paulo. Se localiza a una latitud 20º58'57" sur y a una longitud 48º50'08" oeste, estando a una altitud de 570 metros. La ciudad tiene una población de 2.423 habitantes (IBGE/2010) y área de 83,1 km². Embaúba pertenece a la Microrregión de Catanduva.

## Geografía

### Demografía
Datos del Censo - 2010
Población Total: 2.423
- Urbana: 2.060
- Rural: 363
- Hombres: 1.259[6]
- Mujeres: 1.164

Densidad demográfica (hab./km²): 29,15
Mortalidad infantil hasta 1 año (por mil): 16,42
Expectativa de vida (años): 70,93
Tasa de fertilidad (hijos por mujer): 2,49
Tasa de Alfabetización: 88,47%
Índice de Desarrollo Humano (IDH-M): 0,757
- IDH-M Salario: 0,661
- IDH-M Longevidad: 0,765
- IDH-M Educación: 0,846

(Fuente: IPEADATA)

### Hidrografía
- Río de la Onça
- Río Turvo

### Carreteras
- SP-351